# جيري ستابس
جيري ستابس بالإنجليزية: Jerry Stubbs)‏ هو مصارع محترف أمريكي، ولد في 1952.

## روابط خارجية
- جيري ستابس على موقع CageMatch worker (الإنجليزية)
- جيري ستابس على موقع عالم المصارعة على الإنترنت (الإنجليزية)
- جيري ستابس على موقع عالم المصارعة على الإنترنت (الإنجليزية)